# Телескоп Хобби — Эберли
Телескоп Хобби — Эберли или Хобби-Эберли (англ. Hobby-Eberly Telescope) — телескоп с диаметром главного зеркала 9,2 метра (30 футов), расположенный в обсерватории Мак-Доналд. Большое количество нововведений выгодно отличают данный телескоп от целого ряда других телескопов. Например, телескоп не двигается вдоль ночного неба; вместо этого инструменты, которые находятся в фокусе, двигаются вдоль лицевой стороны неподвижного главного зеркала, позволяя простому небесному объекту находиться под наблюдением до 2 часов. Главное зеркало состоит из 91 элемента, которые работают вместе как одно большое главное зеркало. Телескоп назван в честь вице-губернатора Техаса Билла Хобби (англ. Bill Hobby) и Роберта Эберли (Robert E. Eberly), филантропа из штата Пенсильвания.
Три инструмента доступны для анализа света, приходящего из космоса. Все три инструмента являются спектрографами. Инструменты работают в высоком, среднем и низком спектральном разрешении. Спектрограф низкого разрешения находится в основном фокусе, в то время как спектрографы среднего и высокого разрешения находятся в полуподвальном этаже, и свет к ним идёт через волоконно-оптический кабель.
Телескоп широко использовался для изучения космоса, начиная с нашей Солнечной системы и заканчивая внегалактическими объектами. Телескоп успешно применялся для поиска экзопланет путём измерения радиальных пространственных скоростей звёзд с точностью в 1 м/с. Телескоп использовался для измерения ускоренного расширения Вселенной путём измерения красного смещения удалённых сверхновых с помощью спектрографа низкого разрешения. На телескопе также измерялась скорость вращения отдельных галактик.
Телескоп Хобби — Эберли управляется обсерваторией Мак-Доналд Техасского университета в консорциуме с такими научными учреждениями, как Техасский университет в Остине, Университет штата Пенсильвания, Стэнфордский университет, Мюнхенский университет Людвига-Максимилиана и Гёттингенский университет.
Апертура телескопа равна 9,2 м, однако физически главное зеркало рефлектора больше 9,2 метра в диаметре; его точные размеры 11 метров на 9,8 метра. Главное зеркало состоит из 91 шестиугольного сегмента, и это сегментированное главное зеркало аналогично главному зеркалу телескопов Кек.